# Fort du Questel
Fort du Questel es un " reducto " basado en Brest. Es una estructura fortificada de tipo Vauban.  Forma una plaza cerrada, con el punto de entrada principal colocado en el lado menos expuesto. Este gran cuadrángulo de 100 metros de ancho está localizado entre Fort Keranroux (1.5   sur de km) y Fort Penfeld (1 km al Del norte-del este), y también forma parte de las mismas fortificaciones como 
Fort Montbarey.

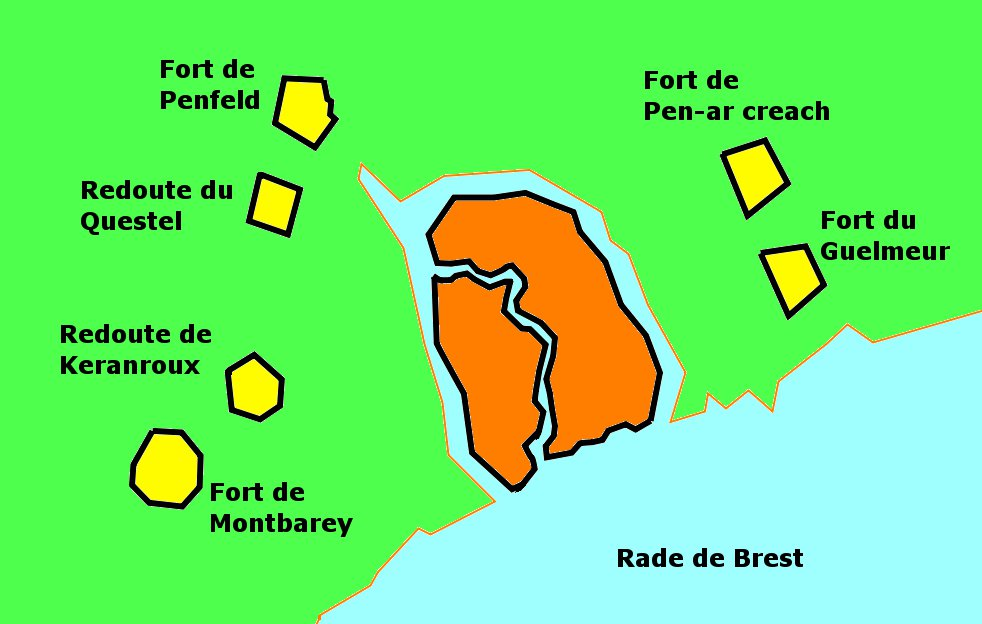
El cinturón fuerte que rodea Brest lado de tierra

El Fort du Questel vigila a través de los valles del Moulin du Buis en donde el enemigo pudiera establecerse para bombardear la ciudad y el puerto de Brest. Rodeado de fosos profundos y accesible por un puente levadizo, consta de una pared de mampostería (escarpa), coronado por un camino cubierto para los Mosqueteros. Este camino se encuentra dominado por una muralla de tierra, abajo para artillería de apoyo (26 pistolas en totales).
La guarnición alojaba, aproximadamente a 200 hombres, teniendo acceso a varias galerías, incluyendo dos grandes subterráneos que conectan el patio central a los alféizares. Nótese también la presencia de instalaciones de servicio sanitario, el cual en el tiempo de Vauban, era todo un privilegio.
Construida sobre un terreno de 6 hectáreas, el Fort du Questel domina el valle de Allégoet,  un afluente de corriente del Penfeld. Este sitio es ahora parte de un conjunto de espacios naturales restaurados que llevan a las orillas del Penfeld por un circuito que pasa por delante del hospital de la Cavale Blanche.
En el establecimiento, se ofrecen paseos de la fortaleza a través de su foso verde y sus subterráneos, escaleras, escarpas y contraescarpas, su explanada y su cercana maleza fresca.

## Fotos de galería

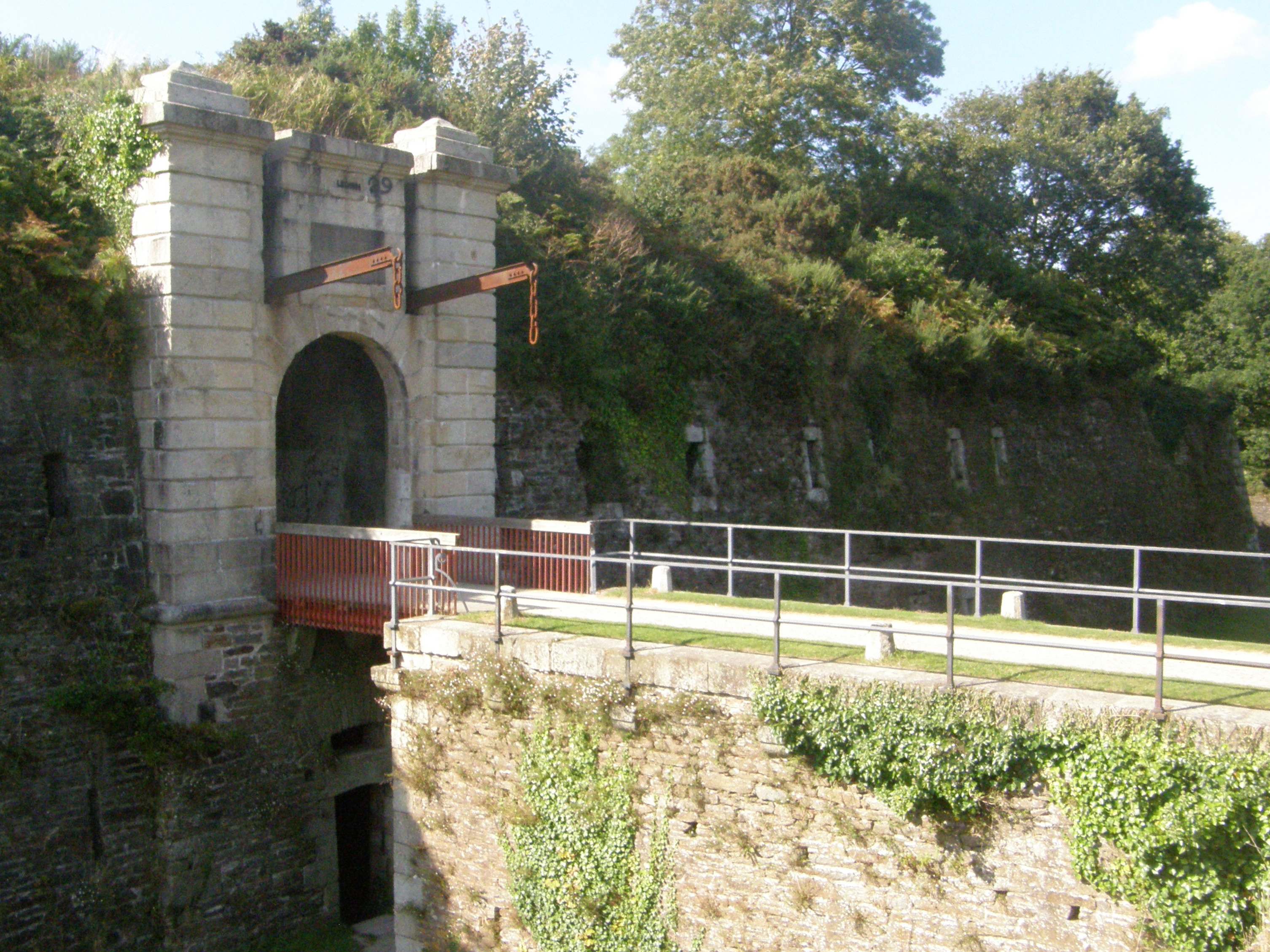
La puerta de frente del fort
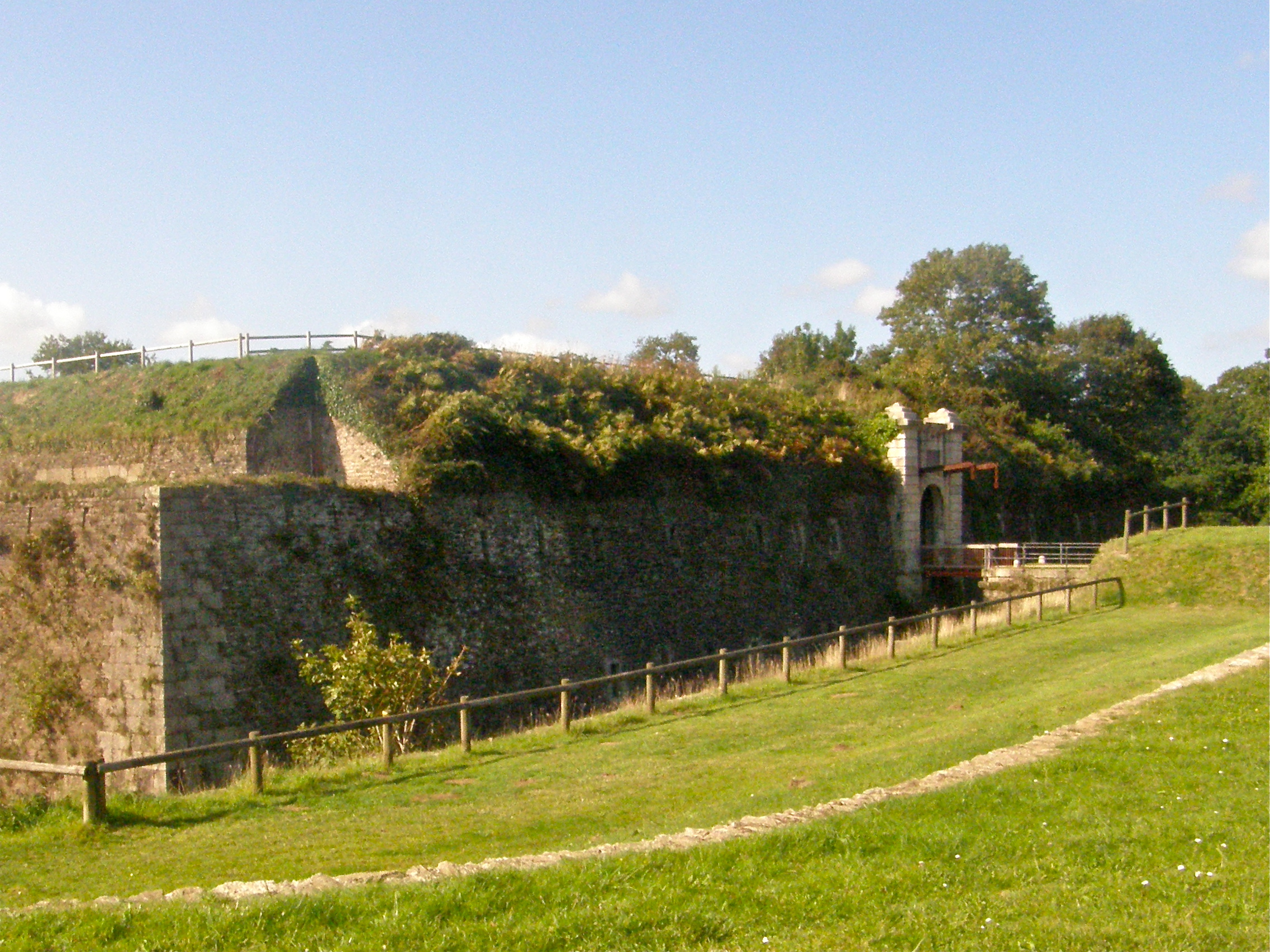
El Lado Del este del fort (1783)